# Invincible Eleven
Invincible Eleven, mit vollständigen Namen Union of Invincible Eleven & Majestic Sports Association Inc., ist ein liberianischer Fußballverein. Beheimatet ist der Verein in der Hauptstadt Monrovia. Aktuell spielt der Klub in der ersten Liga des Landes, der First Division.

## Erfolge
- Liberianischer Meister: 1963, 1964, 1965, 1966, 1980, 1981, 1983, 1984, 1985, 1987, 1997, 1998, 2007
- Liberianischer Pokalsieger: 1987, 1991, 1997, 1998, 2011
- Liberianischer Pokalfinalist: 1992, 2024

## Stadion
Der Verein trägt seine Heimspiele im Antoinette Tubman Stadium in Monrovia aus. Das Stadion hat ein Fassungsvermögen von 10.000 Personen. Eigentümer der Sportanlage ist die Liberia Football Association.